# Международная премия Хорезми
Международная премия Хорезми (перс. جشنواره خوارزمی‎) — название одного из научных фестивалей Ирана, проводимого Организацией научных и промышленных исследований Ирана и названного в честь известного среднеазиатского учёного Мухаммада ибн Мусы аль-Хорезми. С 1987 года фестиваль начал свою работу в международном статусе.

## Задачи и стратегии фестиваля
- выявление, рекомендация и поддержка талантливых представителей различных областей науки и техники
- признание высокого положения исследователей, изобретателей, инноваторов и технологов-новаторов
- создание необходимого фундамента для сотрудничества в сфере науки и технологий между отечественными и зарубежными научно-исследовательскими центрами.

## Исследовательские направления и научные области
- фундаментальные исследования
- прикладные исследования
- опытно-конструкторские разработки

На конкурс принимаются инновации и изобретения в следующих научных областях: электротехника, компьютерная техника, биотехнологии, окружающая среда и фундаментальные медицинские науки, химическая промышленность, производство и менеджмент в сфере технологий, фундаментальные науки, медицинские науки, благоустройство, инженерия программного обеспечения и информационных технологий, нанотехнологии, сельское хозяйство и природные ресурсы, механика, материаловедение и металлургия, новые виды энергии, искусство и архитектура, авиакосмическая отрасль и мехатроника.

## Научные отделы
- жюри, в которое входят выдающиеся учёные и эксперты страны, назначаемые министром науки, исследований и технологий
- специализированные группы: руководители и члены групп — это специалисты и эксперты, назначаемые приказом секретаря фестиваля.

## Процесс отбора и оценки проектов
Секретариат международной премии Хорезми в соответствии с графиком через веб-сайт, официальную переписку и СМИ извещает университеты, а также научные и промышленные центры о начале приёма национальных и международных проектов.
Все этапы процедуры, начиная от регистрации до оценки проекта жюри, осуществляются в электронном виде в автоматической системе проектов фестиваля.
Жюри в ходе многочисленных заседаний из проектов, отобранных специализированными группами, выбирает лауреатов и распределяет их по местам. Лауреаты чествуются на торжественной церемонии, на которой присутствуют президент Исламской Республики Иран, другие высокопоставленные лица, учёные и представители исполнительной власти страны.